# Гольдберг, Эстер Аврамовна
Эстер (Эсфирь) Аврамовна Гольдберг (1915, Москва — дата смерти неизвестна, Москва) — советская шахматистка, чемпионка Украинской ССР по шахматам среди женщин (1955), участница финалов чемпионатов СССР по шахматам среди женщин (1950, 1954).

## Биография
В 1935 году дебютировала в чемпионате Москвы по шахматам среди женщин и поделила 6—8-е место. В 1937 году переехала в Киев, где занималась под руководством тренеров И. О. Липницкого и А. Д. Замиховского. В 1940 году победила в чемпионате Киева по шахматам среди женщин. До и после Великой Отечественной войны входила в число сильнейших шахматисток Украины. Успешно участвовала в чемпионатах Украины по шахматам среди женщин, в которых была победительницей (1955) и призёром: в 1939 и в 1948 году поделила 2—3-е место, в 1952 и в 1958 году была второй, а в 1959 году поделила 3—4-е место. Два раза участвовала в финалах чемпионатов СССР по шахматам среди женщин — в 1950 и в 1954 году. Последний крупный успех — победа в чемпионате ЦС ДСО «Спартак» по шахматам среди женщин в 1972 году. О ее последних годах жизни нет достоверных фактов.